# داماد ۵۱۲۹
سیارک ۵۱۲۹ (به انگلیسی: 5129 Groom، نامگذاری:1989GN) پنج هزار و صد و بیست و نهمین سیارک کشف شده‌است که در ۷ آوریل ۱۹۸۹ کشف شد.
قدر مطلق سیارک برابر ۱۲٫۴۰ است.